# Flip Records
Flip Records — калифорнийский музыкальный лейбл, основанный Джорданом Шуром в 1994 году. У Flip были соглашения о распространении с другими лейблами, включая Epic, Elektra и A&M. Позднее Шур был назначен президентом Geffen, и лейблм начал распространяться через Geffen/Interscope. Известен благодаря подписанию популярных ню-метал групп, таких как Limp Bizkit, Staind, Dope и Cold.

## Исполнители
- Limp Bizkit
- Staind
- Cold
- Dope
- Big Dumb Face
- Fine[англ.]
- Jane Jensen
- SX-10
- Big Hate